# Epiplema sulcata
Epiplema sulcata är en fjärilsart som beskrevs av W. Warren 1907. Epiplema sulcata ingår i släktet Epiplema och familjen Uraniidae. Inga underarter finns listade i Catalogue of Life.